# Abdullah Ahmed Abdullah
Abdullah Ahmed Abdullah, noto anche con il nome di battaglia di Abu Mohammed al-Masri (Governatorato di Gharbiyya, 6 giugno 1963 – Teheran, 7 agosto 2020), è stato un terrorista e criminale egiziano, considerato il numero 2 di al Qaida.

## Biografia
Era ricercato dalle autorità dagli Stati Uniti per il suo presunto coinvolgimento negli attentati all'ambasciata americana del 1998 a Dar es Salaam in Tanzania e Nairobi in Kenya. È stato descritto come il più esperto pianificatore operativo di al Qaida ed è stato descritto come secondo in comando nell'organizzazione terroristica. Nel novembre 2020 il New York Times ha riferito che l’uomo è stato ucciso tre mesi prima in Iran da due agenti segreti israeliani su richiesta degli Stati Uniti, notizia poi ufficialmente confermata il 12 gennaio 2021 dal Segretario di Stato Mike Pompeo.